# Bindu Simon Rajam
Bindu Simon Rajam (* 20. April 1989) ist eine ehemalige indische Leichtathletin, die sich auf den Mittelstreckenlauf spezialisiert hat.

## Sportliche Laufbahn
Erste internationale Erfahrungen sammelte Bindu Simon Rajam vermutlich im Jahr 2008, als sie bei den Juniorenasienmeisterschaften in Jakarta in 4:29,18 min die Silbermedaille im 1500-Meter-Lauf gewann und sich über 800 Meter in 2:11,13 min die Bronzemedaille sicherte. Anschließend schied sie bei den Juniorenweltmeisterschaften in Bydgoszcz mit 2:10,28 min im Halbfinale über 800 Meter aus und verpasste mit der indischen 4-mal-400-Meter-Staffel mit 3:44,13 min den Finaleinzug. Im Jahr darauf belegte sie bei den Asienmeisterschaften in Guangzhou in 4:33,73 min den vierten Platz über 1500 Meter und 2012 gelangte sie bei den Hallenasienmeisterschaften in Hangzhou mit 4:20,92 min auf Rang sechs. Im September bestritt sie ihren letzten offiziellen Wettkampf und beendete daraufhin ihre aktive sportliche Karriere im Alter von 23 Jahren.
2012 wurde Rajam indische Meisterin im 1500-Meter-Lauf.

## Persönliche Bestzeiten
- 800 Meter: 2:05,91 min, 22. Oktober 2009 in Chennai
- 1500 Meter: 4:20,51 min, 11. September 2011 in Kalkutta
  - 1500 Meter (Halle): 4:20,92 min, 18. Februar 2012 in Hangzhou